# Nordmalingstjärnen (Trehörningsjö socken, Ångermanland)
Nordmalingstjärnen är en sjö i Örnsköldsviks kommun i Ångermanland och ingår i Lögdeälvens huvudavrinningsområde.